# هانك غرينبيرغ
هانك غرينبيرغ (بالإنجليزية: Henry Benjamin "Hank" Greenberg)‏ هو لاعب كرة قاعدة أمريكي، ولد في 1911 في نيويورك في الولايات المتحدة، وتوفي في 4 سبتمبر 1986 في بيفرلي هيلز في الولايات المتحدة بسبب سرطان.

## وصلات خارجية
- هانك غرينبيرغ على موقع دوري كرة القاعدة الرئيسي (الإنجليزية)
- هانك غرينبيرغ على موقعبيزبول رفرنس.كوم (الدوري الرئيسي) (الإنجليزية)
- هانك غرينبيرغ على موقعبيزبول رفرنس.كوم (الدوري الثانوي) (الإنجليزية)
- هانك غرينبيرغ على موقع إي إس بي إن.كوم (أم.أل.بي) (الإنجليزية)
- هانك غرينبيرغ على موقع مشجعي الرسوم البيانية (الإنجليزية)
- هانك غرينبيرغ على موقع قاعة مشاهير كرة القاعدة (الإنجليزية)
- هانك غرينبيرغ على موقع IMDb (الإنجليزية)
- هانك غرينبيرغ على موقع الموسوعة البريطانية (الإنجليزية)
- هانك غرينبيرغ على موقع إن إن دي بي (الإنجليزية)